# State of Grace (Taylor Swift)
State of Grace è un singolo promozionale della cantautrice statunitense Taylor Swift pubblicato nel 2012 da Big Machine Records, quarto estratto dall'album Red.

## Descrizione
Il singolo, così come i precedenti, è stato presentato all'edizione del lunedì di Good Morning America. Il singolo ha raggiunto la prima posizione di iTunes US in poche ore. È uno dei brani più rock composti dall'artista.
State of Grace è il brano più rock mai composto dalla cantante, definito da Jason Lipshutz di Billboard un'incursione audace nel rock: «Batteria martellante, chitarra vibrante e sillabe allungate segnano l'incursione più audace della star del country nell'onnicomprensiva arena dei Muse, dei The Temper Trap e degli U2.» Anche August Brown del Los Angeles Times ha paragonato lo stile musicale del singolo a quello degli U2 e ha definito il brano un esempio della crescita artistica di Swift. Un critico de The Huffington Post ha invece paragonato la musica del singolo al genere indie pop dei The Temper Trap.

## Tracce
Download digitale
1. State of Grace – 4:56

## Classifiche
| Classifica    | Posizione massima |
| ------------- | ----------------- |
| Australia     | 44                |
| Canada        | 9                 |
| Nuova Zelanda | 20                |
| Regno Unito   | 36                |
| Stati Uniti   | 13                |

## State of Grace (Taylor's Version)
In seguito alla controversia con la sua precedente casa discografica e la vendita dei master delle pubblicazioni precedenti al suo contratto con la Republic Records, Swift ha cominciato a ri-registrare tutta la sua discografia dal 2006 al 2019, includendo anche brani non inclusi in alcun album in studio. Ogni reincisione presenta la dicitura Taylor's Version nel titolo, per distinguerla dall'incisione originale e quindi dal master non di proprietà della cantautrice.
Il 12 novembre 2021 Taylor Swift ha ripubblicato il brano sotto il nome State of Grace (Taylor's Version), incluso nell'album Red (Taylor's Version) sia nella versione originale che in quella acustica.

### Classifiche
| Classifica (2021) | Posizione massima |
| ----------------- | ----------------- |
| Australia         | 25                |
| Canada            | 9                 |
| Irlanda           | 7                 |
| Nuova Zelanda     | 12                |
| Regno Unito       | 18                |
| Singapore         | 10                |
| Stati Uniti       | 18                |
| Sudafrica         | 77                |